# Cambarus longulus
Cambarus longulus är en kräftdjursart som beskrevs av Girard 1852. Cambarus longulus ingår i släktet Cambarus och familjen Cambaridae. IUCN kategoriserar arten globalt som livskraftig. Inga underarter finns listade i Catalogue of Life.